# Isabel Ingram
Isabel Ingram Mayer, de soltera Ingram (7 de marzo de 1902 – 1988) fue una tutora estadounidense de Wan Rong, la emperatriz consorte de Puyi, el último emperador de China.

## Primeros años de vida
Nacida el 7 de marzo de 1902 en Beijing, Ingram era hija del misionero congregacional estadounidense James Henry Ingram (1858-1934) y Myrtle Belle (Prough) Ingram (1871-1941), su segunda esposa. Su pasaporte y un artículo del New York Times (citado a continuación) indican que sus hermanas eran Miriam Ingram y Ruth Ingram. Otros hermanos fueron Kathryn Ingram (Rowe), Robert Ingram y Lewis Ingram.

## Tutora de Wanrong en la Ciudad Prohibida
Ingram se graduó del Wellesley College de Wellesley, Massachusetts, Estados Unidos, en 1922, regresó a China, fue admitida en la Ciudad Prohibida y se convirtió en tutora de Wan Rong en el mismo año. Wan Rong se casó con Puyi en diciembre de 1922 y se convirtió en la última emperatriz de China.

## Relatos

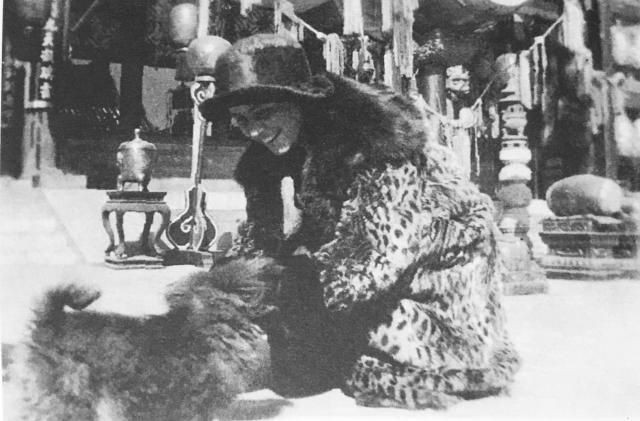
Ingram acariciando a un perro en la Ciudad Prohibida

Famoso en su época, el escritor de viajes y aventuras Richard Halliburton escribió a sus padres en diciembre de 1922, diciéndoles que visitaba a "la joven tutora estadounidense de la emperatriz de China". Agregó que encontró la visita bastante interesante. La joven Ingram era pequeña y bastante atractiva. Escribió que en la víspera de Navidad "fue a dar un paseo por la muralla de la ciudad con la señorita Ingram", y también dijo que "la pareja real se casó solo uno o dos días antes", y agregó que "esta chica" y Reginald Johnston, tutor de Puyi, fueron las únicas personas de ascendencia europea "en la gran ceremonia". En su libro The Royal Road to Romance, escribió que la emperatriz no iba a ser superada por el emperador con su tutor, y que Ingram le enseñó el habla, modos y modales de Occidente. Las dos chicas intentaron parecerse e intercambiaron ropa al menos en una ocasión.
Un artículo del New York Times del 21 de noviembre de 1934 afirma que la emperatriz recibió parte de su educación de dos mujeres estadounidenses. Nombra a las mujeres como Miriam Ingram e Isabel Ingram, y dice que son hijas de un misionero congregacional de Filadelfia. El artículo explica además que de ellas la emperatriz aprendió inglés, historia y algo sobre la vida en el mundo occidental.
El 12 de mayo de 1924, la revista Time publicó un artículo titulado "Henry The Democrat", "Henry" en referencia a un nombre adoptado por Puyi, quien, según Time, tenía una "hermosa consorte" con el nombre de la corte, Elizabeth (Wanrong). El artículo dice: "Elizabeth estuvo acompañada por la señorita Isabel Ingram, graduada de Wellesley, su tutora estadounidense".

## Escritura académica
Como reflejo de su interés por el arte y la cultura chinos, escribió para The Pennsylvania Museum Bulletin "Un pergamino de las ocho vistas de Chang Lung Chang", así como "La colección de esculturas chinas de sirenas", ambos entre 1927 y 1929

## Datos del pasaporte
Según el pasaporte estadounidense de Ingram, en caso de muerte o accidente, ella deseaba que se notificara a su hermana Ruth Ingram en el Peking Union Medical College.
Una nota en el pasaporte de Ingram dice: "Viajando a puertos británicos, Egipto, Palestina y el Reino Unido en ruta a los Estados Unidos de América. Consulado británico, Pekín. 23/2/27." El 12 de abril de 1927 fue sellado por la policía portuaria de Ceilán. Lleva otros sellos, incluidos Italia, Singapur, Grecia y Port Said. En 1928, regresó a China. En el momento de la muerte de su padre en 1934, vivía en Edgewood, Maryland, con su esposo, William Mayer, capitán del ejército de los Estados Unidos.